# Cratera de Nadir
A cratera de Nadir é uma feição submarina no Planalto da Guiné, no Oceano Atlântico, 400 km da costa da Guiné e a 300 metros abaixo do mar e alega-se que representa uma cratera de impacto. A feição foi nomeada devido ao Monte Submarino de Nadir, 100km ao sul com um diâmetro de 8,5km.
A estrutura fica a uma profundidade relativamente rasa de 300 a 400m abaixo do assoalho oceânico e é acessível por perfuração de amostragem. A descoberta foi anunciada em 2022 pelo periódico Science Advances. A cratera foi descoberta pelo geólogo Uisdean Nicholson da Universidade Heriot-Watt, da Escócia, enquanto analisava dados de pesquisas sísmicas da região. Os resultados iniciais foram publicados no International Ocean Discovery Program, ainda em 2021.

## Evento de impacto

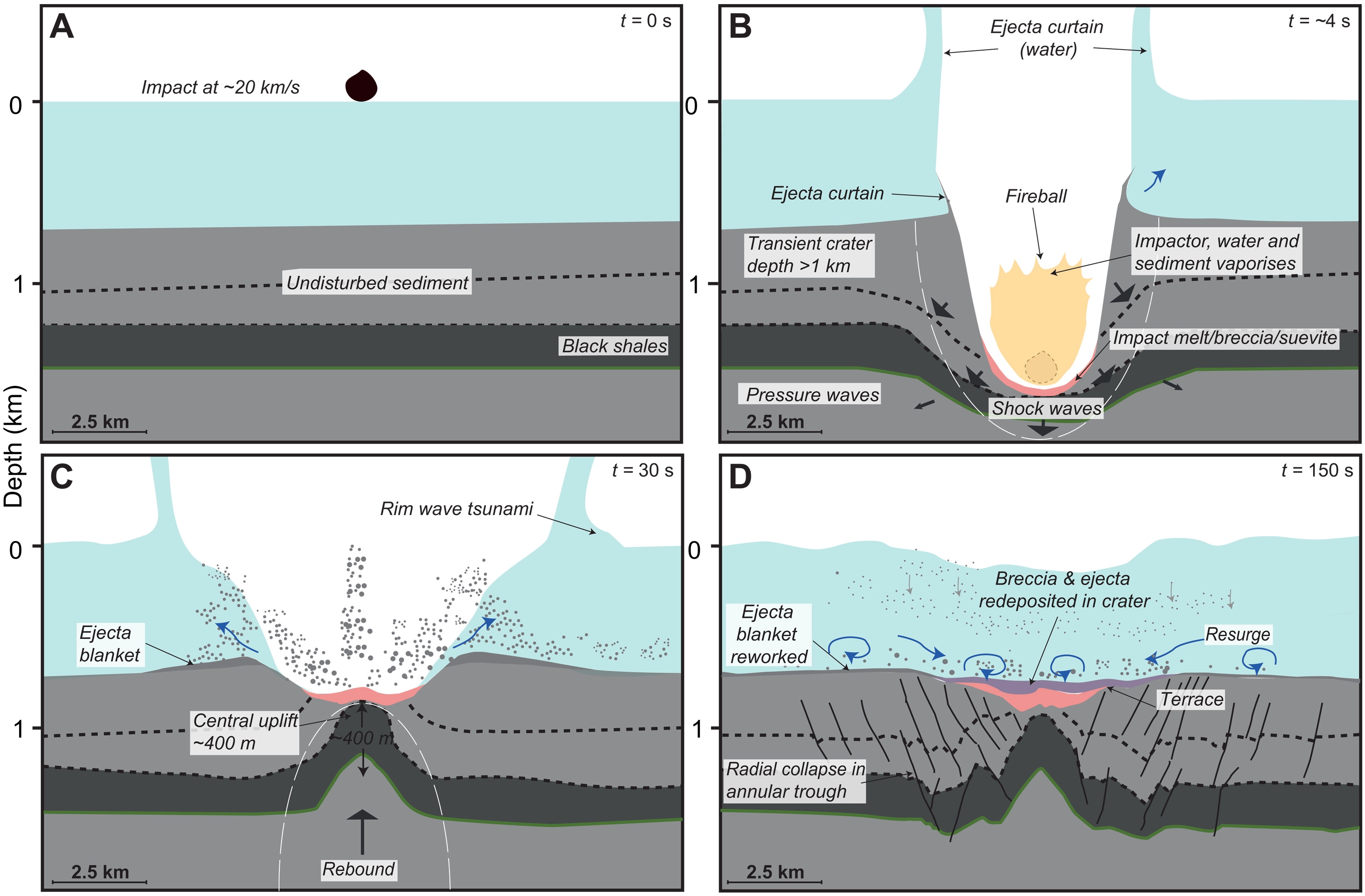
Modelo conceitual da sequência de impacto em Nadir, baseado em observações sísmicas e modelos analógicos

A cratera apresenta as principais características de um evento de impacto: proporção apropriada entre largura e profundidade, altura das bordas e altura do levantamento central. Ela foi formada no limite Cretáceo-Paleogeno ou próximo dele, cerca de 66 milhões de anos atrás, por volta da mesma idade da cratera de Chicxulub. Simulações numéricas da formação de crateras sugeriram um impacto no mar na profundidade de cerca de 800m de um asteroide de aproximadamente 400m de diâmetro.
O impacto teria produzido uma bola de fogo com um raio de maior que 5km, vaporização instantânea de água e sedimentos perto do fundo do mar, ondas de tsunami de até 1 quilômetro ao redor da cratera e quantidades substanciais de gases de efeito estufa liberados de depósitos rasos de xisto preto soterrados. A energia liberada no impacto é estimada em torno de 5 mil megatons e o terremoto subsequente teria uma magnitude de 6,5 a 7 pontos na escala Richter. Em agosto de 2022, entretanto, nenhuma perfuração ou testes de minerais do fundo da cratera foram realizados para confirmar a natureza do impacto do evento.
Os autores propuseram que ele seja parte de um impacto de Chicxulub de curto prazo ou formado pelo rompimento de um asteroide originário comum aos dois corpos celestes, embora a estimativa de idade tenha uma margem de erro de cerca de 1 milhão de anos.